# Marlène Kasaj
 (mai 2023).
Si vous disposez d'ouvrages ou d'articles de référence ou si vous connaissez des sites web de qualité traitant du thème abordé ici, merci de compléter l'article en donnant les références utiles à sa vérifiabilité et en les liant à la section « Notes et références ».
 (mai 2023).
La mise en forme du texte ne suit pas les recommandations de Wikipédia : il faut le « wikifier ».
Les points d'amélioration suivants sont les cas les plus fréquents. Le détail des points à revoir est peut-être précisé sur la page de discussion.
- Les titres sont pré-formatés par le logiciel. Ils ne sont ni en capitales, ni en gras.
- Le texte ne doit pas être écrit en capitales (les noms de famille non plus), ni en gras, ni en italique, ni en « petit »…
- Le gras n'est utilisé que pour surligner le titre de l'article dans l'introduction, une seule fois.
- L'italique est rarement utilisé : mots en langue étrangère, titres d'œuvres, noms de bateaux, etc.
- Les citations ne sont pas en italique mais en corps de texte normal. Elles sont entourées par des guillemets français : « et ».
- Les listes à puces sont à éviter, des paragraphes rédigés étant largement préférés. Les tableaux sont à réserver à la présentation de données structurées (résultats, etc.).
- Les appels de note de bas de page (petits chiffres en exposant, introduits par l'outil «  Source ») sont à placer entre la fin de phrase et le point final[comme ça].
- Les liens internes (vers d'autres articles de Wikipédia) sont à choisir avec parcimonie. Créez des liens vers des articles approfondissant le sujet. Les termes génériques sans rapport avec le sujet sont à éviter, ainsi que les répétitions de liens vers un même terme.
- Les liens externes sont à placer uniquement dans une section « Liens externes », à la fin de l'article. Ces liens sont à choisir avec parcimonie suivant les règles définies. Si un lien sert de source à l'article, son insertion dans le texte est à faire par les notes de bas de page.
- La présentation des références doit suivre les conventions bibliographiques. Il est recommandé d'utiliser les modèles {{Ouvrage}}, {{Chapitre}}, {{Article}}, {{Lien web}} et/ou {{Bibliographie}}. Le mode d'édition visuel peut mettre en forme automatiquement les références.
- Insérer une infobox (cadre d'informations à droite) n'est pas obligatoire pour parachever la mise en page.

Pour une aide détaillée, merci de consulter Aide:Wikification.
Si vous pensez que ces points ont été résolus, vous pouvez retirer ce bandeau et améliorer la mise en forme d'un autre article.
Marlène Kasaj Yav, née le 25 janvier 1996, est une footballeuse internationale congolaise. Elle joue au poste d'attaquante pour l'ALG Spor en Super League féminine turque.

## Biographie

### Carrière en club
Kasaj joue pour l'équipe de l'AC Léopards en République du Congo et pour Amani en République démocratique du Congo.
En 2021, elle part en Turquie pour rejoindre le club de l'Adana İdmanyurduspor en Super League féminine turque.
Le 7 juillet 2022, elle est transférée à l'ALG Spor, club basé à Gaziantep. Elle fait ses débuts en Ligue des champions féminine de l'UEFA 2022-2023 le 18 août 2022.

### Carrière internationale
Kasaj a été sélectionnée pour la République Démocratique du Congo au niveau senior lors du Tournoi de qualification olympique féminin de la CAF 2020 ( troisième tour ).

## Statistiques
| club                 | Saison  | Ligue       | Ligue  | Ligue | Continental | Continental | National | National | Total  | Total |
| club                 | Saison  | Division    | Matchs | Buts  | Matchs      | Buts        | Matchs   | Buts     | Matchs | Buts  |
| -------------------- | ------- | ----------- | ------ | ----- | ----------- | ----------- | -------- | -------- | ------ | ----- |
| Adana Idmanyurduspor | 2021–22 | Super Ligue | 19     | 10    | –           | –           |          |          | 19     | 10    |
| Adana Idmanyurduspor | Total   | Total       | 19     | 10    |             |             |          |          | 19     | 10    |
| ALG Spor             | 2022-23 | Super Ligue | 3      | 0     | 1           | 0           |          |          | 4      | 0     |
| ALG Spor             | Total   | Total       | 3      | 0     | 1           | 0           |          |          | 4      | 0     |